# حومين التحتا
حومين التحتا هي إحدى القرى اللبنانية من قرى قضاء النبطية في محافظة النبطية.
تبعد حومين التحتا 57 كلم (35.4198 مي) عن بيروت عاصمة لبنان. ترتفع 415 م (1361.615 قدم - 453.844 يارد) عن سطح البحر وتمتد على مساحة 466 هكتاراً (4.66 كلم²- 1.79876 مي²).
حومين عزة وجمال
العزة تعرفها عندما تدخل حومين التحتا، والعزة تنبع من دماء الشهداء الذين واجهو العدو الإسرائيلي حتى الاندحار، اما من يتنظر لم ينتظر انتظار الثكلى ولكن عمل بهمة عالية واصرار وعناد لكي يحاربو العدو الاقتصادي والثقافي الذي خلفه الاحتلال. زرعو الأرض وبنوا المساجد والمصانع واسسوالبنى التحتية بخطوات كبيرة وخطوات تنتظر الإكمال الجمال.
اهلا ومرحبا بكم في بلدتنا حومين التحتا.
حومين بالسريانيّ يعني الحارّ والمشتعل والمحرور مساحتها نحو خمسة كيلومترات مربّعة،
يبلغ عدد سكانها حوالي 5000 شخص وعدد الناخبين فيها حواي 2050 وحوالي 700 ناخب نفوسهم خارج القرية.
يحد حومين من الشرق عرب الجل وصربا ومن الغرب بنعفول وإركي، ومن الجنوب رومين ومن الشمال طبايا وعنقون
أكبر العائلات فيها هم بلوط وعيسى وحمدان ونجم وعزالدين وبدران ومعتوق وبعلبكي، وعائلات عريقة أخرى.
أهم الاحياء القلعة والمرج التحتاني والمرج الفوقاني والساحة والضيعة القديمة والدبشة والمحيلي والدروب الفوقا والنبي والحمدانية والحارة التحتا التي تسمى بركة البط.

## وصلات خارجية
لمزيد من الإطلاع على أحوال هذه البلدة اللبنانية مراجعة 
الموقع الرسمي للبلدة